# Tipula histrionica
Tipula histrionica är en tvåvingeart som beskrevs av Alexander 1945. Tipula histrionica ingår i släktet Tipula och familjen storharkrankar.
Artens utbredningsområde är Costa Rica. Inga underarter finns listade i Catalogue of Life.